# Rick Carlisle
Richard Preston "Rick" Carlisle (ur. 27 października 1959 w Ogdensburgu) – amerykański koszykarz, występujący na pozycji obrońcy, mistrz NBA jako zawodnik oraz trener, trener roku NBA, obecnie trener Indiana Pacers.
Pracę szkoleniową w wykonaniu Ricka Carlisle cechuje umiejętność wyciągania z podopiecznych wszystkiego, co najlepsze. Rick Carlisle w trakcie pracy w Dallas Mavericks rozwinął umiejętności zadaniowców.  W okresie pracy szkoleniowej w zespole z Teksasu, Rick Carlisle wypracował opinię kompetentnego szkoleniowca, zdolnego do osiągania nadprogramowych zwycięstw.
24 czerwca 2021 został trenerem klubu Indiana Pacers.

## Osiągnięcia

### Zawodnicze
NCAA
- NCAA Final Four (1984)[5]

NBA
- Mistrz NBA (1986)[1]
- 2-krotny wicemistrz NBA (1985, 1987)[1]

### Trenerskie
- Mistrzostwo NBA (2011)[1]
- Wicemistrz NBA jako asystent trenera (2000)[1]
- Trener Roku NBA (2002)[2]
- Wybrany na trenera jednej z drużyn podczas meczu gwiazd NBA (2004)[6]